# ローマ劫掠

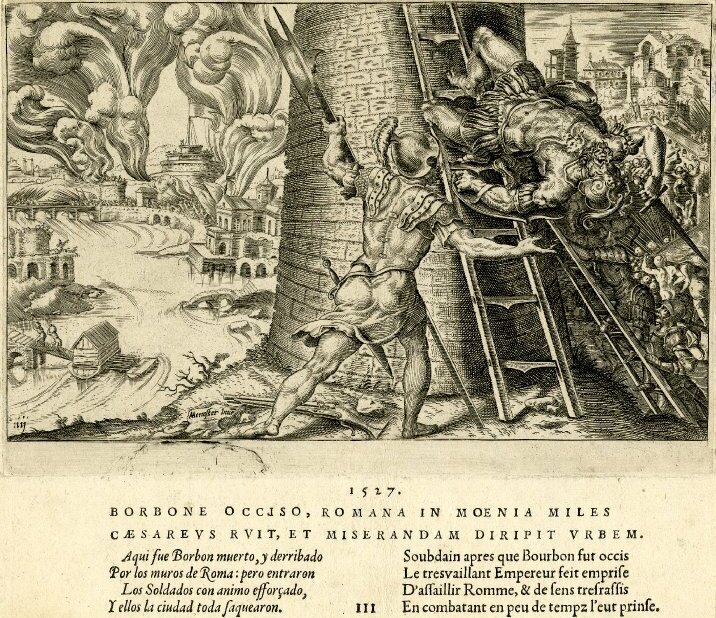
ローマ劫掠を描いた銅板画

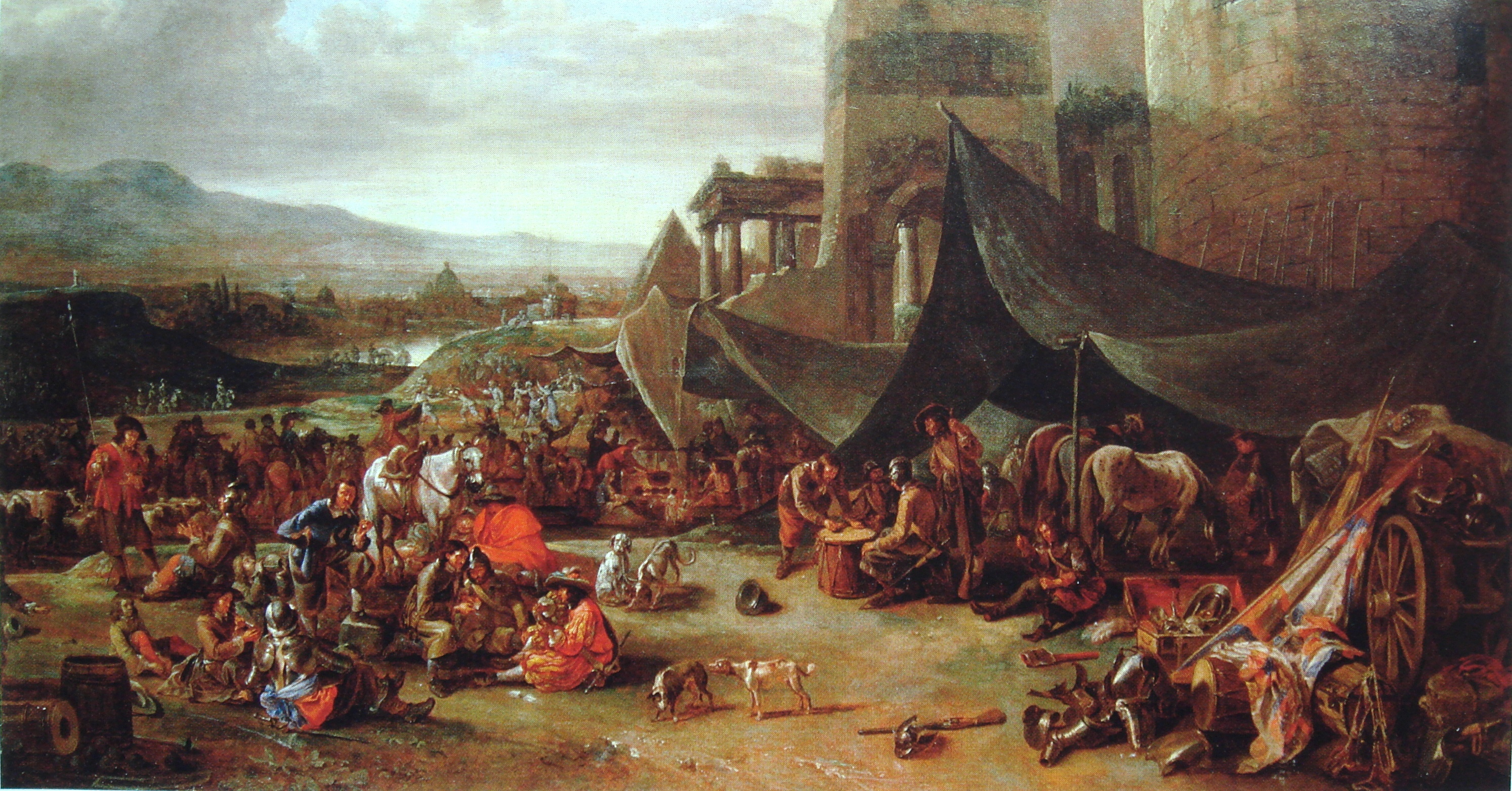
ローマ劫掠を描いた絵（ヨハネス・リンゲルバッハ作）

ローマ劫掠（ローマごうりゃく、イタリア語: Sacco di Roma）は、1527年5月、神聖ローマ皇帝兼スペイン王カール5世の軍勢がイタリアに侵攻し、教皇領のローマで殺戮、破壊、強奪、強姦などを行った事件を指す。

## 概説
この頃、イタリアを巡ってはヴァロワ朝のフランス王国と神聖ローマ帝国による衝突が繰り返されてきた（イタリア戦争）。1515年にはフランス王フランソワ1世の軍がミラノに侵攻し、1521年にミラノ公国を支配するスフォルツァ家を追放するが、神聖ローマ皇帝カール5世は教皇レオ10世と結んでミラノを攻めたので、フランス軍はミラノから退去している。しかし教皇クレメンス7世（レオ10世の従弟）はフランス王と皇帝のどちらに付くか揺れており、フランスと結んだ事が、ローマ略奪のきっかけになる。
1526年、パヴィアの戦いに敗れカール5世の捕虜になっていたフランソワ1世は、釈放されると、カール5世に対抗するコニャック同盟を結成した。教皇もこれに加わり、皇帝と同盟していたフェラーラ公アルフォンソ1世・デステを破門し、ローマに幽閉した。これに対し、カール5世はローマへ軍勢を差し向け、スペイン兵、イタリア兵などからなる皇帝軍とドイツの傭兵がローマに進軍した。ドイツ兵にはカトリックを憎むルター派が多かったという。また長期の行軍に給料の支払いも悪く、飢えた兵も多かった。
1527年5月6日、ローマで皇帝軍と教皇軍の衝突が始まるが、クレメンス7世はサンタンジェロ城に逃げ込み、教皇軍は敗北した。この時、皇帝軍の指揮官であったブルボン公シャルル3世が戦死したが、指揮官を失ったにもかかわらず、配下の兵たちの士気はむしろ高まった。そして統制を失った軍勢はローマで破壊と略奪の限りを尽くした。市民らはなすすべもなく、6月に教皇は降伏した。皇帝軍がローマを撤退したのは翌年であった。
モーリス・セーヴはその惨状を以下のように綴っている。
| 「 | 駝鳥〔カール5世〕の呼び声を聞いた天翔ける鹿〔ブルボン公〕は 荒らされたねぐら〔没収されたブルボンの領地〕をはや捨てて飛び立つ 舞い降りたのはヨーロッパの一番高きとこと〔ローマ〕 そこならば平安と休息を得られると信ずるがゆえ 神聖この上なき彼の地を、天翔ける鹿は侵す その悪名高き冒涜の手〔ドイツ傭兵隊〕をもって…… | 」 |

ローマに集まっていた文化人・芸術家は殺され、あるいは他の都市へ逃れた。文化財は奪われ、教会なども破壊され、ルネサンス文化の中心だったローマは壊滅、停滞の時期を迎えた。これによって1450年代から続いていた盛期ルネサンス時代は終わりを告げた。
カール5世自身はカトリック教徒であり、これほどまでの略奪を意図していたわけではなかったが、事態は皇帝側に有利となった。1529年、教皇と皇帝はバルセロナ条約を結んで和解、イタリアはカール5世の支配下に入った。1530年、ボローニャにおいて教皇クレメンス7世の下、カール5世に対して神聖ローマ皇帝の戴冠式が行われている。アルフォンソ1世も破門を解かれ、モデナとレッジョを与えられた。
なお、フィレンツェ共和国を治めていたクレメンス7世の庶子アレッサンドロもこの騒ぎに乗じた市民に追放されたが、1530年にカール5世の支援で復帰、1532年に公爵位を授与され、フィレンツェ公国を成立させた。